# Qualificazioni al campionato europeo femminile under 19 di calcio 2019
Le qualificazioni al campionato europeo femminile under 19 di calcio 2019 sono state un torneo organizzato dall'Union of European Football Associations (UEFA) riservato alle nazionali di calcio femminile atto a determinare le squadre che affiancheranno la Scozia nella fase finale del campionato europeo femminile under 19 di calcio 2019.
Esclusa la Scozia in quanto nazione organizzatrice, 50 delle rimanenti 54 nazionali femminili UEFA sono ammesse al torneo, tra le quali la nazionale del Kosovo che partecipa per la prima volta alla competizione. Le giocatrici ammesse devono essere nate il od oltre la data del 1º gennaio 2000.

## Formato e regolamento
Il torneo consiste in due fasi:
- Prima fase: A parte Francia e Spagna, che accedono direttamente al turno élite come squadre con il coefficiente UEFA più alto, le 48 nazionali sono suddivise in dodici gironi da quattro squadre ciascuno. Ogni gruppo gioca un girone all'italiana in gara unica che si disputa in una delle nazioni selezionate come ospitanti dal sorteggio iniziale. Le dodici nazionali vincitrici del girone, le dodici classificatesi al secondo posto e le due squadre terze classificate con il miglior punteggio realizzato contro le squadre del primo e del secondo posto nel loro gruppo vengono promosse alla seconda fase.
- Seconda fase (torneo Élite): le 28 nazionali sono suddivise in sette gironi da quattro squadre ciascuno. Ogni gruppo gioca un girone all'italiana in gara unica che si disputa in una delle nazioni selezionate come ospitanti da sorteggio. Le sette nazionali vincitrici del girone si qualificano direttamente per la fase finale.

Il programma di ciascun mini-torneo è il seguente (Regolamento Articolo 20.04):
| Giorno dell'incontro        | Partite      |
| --------------------------- | ------------ |
| Giornata 1                  | 1 v 4, 3 v 2 |
| Giorni di riposo (2 giorni) | —            |
| Giornata 2                  | 1 v 3, 2 v 4 |
| Giorni di riposo (2 giorni) | —            |
| Giornata 3                  | 2 v 1, 4 v 3 |

### Tiebreaker
Nel turno preliminare e nel girone élite, le squadre sono classificate in base ai punti conquistati, 3 punti in caso di vittoria, 1 per il pareggio e 0 punti per la sconfitta, e nel caso di eguale punteggio al termine dei turni vengono applicati i seguenti criteri di spareggio, nell'ordine dato, per determinare le classifiche (articoli 14.01 and 14.02):
1. maggiore numero di punti negli scontri diretti tra le squadre interessate (classifica avulsa);
2. migliore differenza reti negli scontri diretti tra le squadre interessate (classifica avulsa);
3. maggiore numero di reti segnate negli scontri diretti tra le squadre interessate (classifica avulsa);
4. se, dopo aver applicato i criteri dall'1 al 3, ci sono squadre ancora in parità di punti, i criteri dall'1 al 3 si riapplicano alle sole squadre in questione. Se continua a persistere la parità, si procede con i criteri dal 5 al 9;
5. migliore differenza reti;
6. maggiore numero di reti segnate;
7. calci di rigore se le due squadre sono a parità di punti al termine dell'ultima giornata;
8. punti disciplina (cartellini rossi = 3 punti, cartellini gialli = un punto, espulsione per doppia ammonizione in un singolo incontro = 3 punti);
9. classifica del fair play;
10. sorteggio.

Per determinare la migliore seconda classificata nella seconda fase, sono considerati solamente i risultati ottenuti contro le squadre classificate al primo e al terzo posto e si prendono in considerazione, nell'ordine, i seguenti criteri:
1. maggiore numero di punti;
2. migliore differenza reti;
3. maggiore numero di reti segnate;
4. maggiore numero di reti segnate in trasferta;
5. classifica del fair play;
6. sorteggio.

## Prima fase

### Sorteggio
Il sorteggio per la prima fase di qualificazione si è tenuto a Nyon, Svizzera, il 24 novembre 2017 alle ore 10:00 CET, presso la sede UEFA.
Le squadre sono state suddivise in funzione del loro coefficiente di ranking, calcolato in base a quanto segue:
- Campionato europeo femminile under 19 di calcio 2014 fase finale e qualificazioni (fase preliminare e fase élite)
- Campionato europeo femminile under 19 di calcio 2015 fase finale e qualificazioni (fase preliminare e fase élite)
- Campionato europeo femminile under 19 di calcio 2016 fase finale e qualificazioni (fase preliminare e fase élite)
- Campionato europeo femminile under 19 di calcio 2017 fase finale e qualificazioni (fase preliminare e fase élite)

Ogni gruppo conteneva una squadra del Pot A, una squadra del Pot B, una squadra del Pot C e una squadra del Pot D. Per ragioni politiche le nazionali di Russia e Ucraina, Spagna e Gibilterra, Serbia e Kosovo, Bosnia ed Erzegovina e Kosovo non sono state inserite nello stesso gruppo.
| Squadra | Coeff  | Rank |
| ------- | ------ | ---- |
| Scozia  | 16.111 | —    |

| Squadra | Coeff  | Rank |
| ------- | ------ | ---- |
| Spagna  | 31.833 | 1    |
| Francia | 26.000 | 2    |

| Squadra     | Coeff  | Rank |
| ----------- | ------ | ---- |
| Paesi Bassi | 24.833 | 3    |
| Germania    | 21.833 | 4    |
| Svezia      | 20.111 | 5    |
| Norvegia    | 19.000 | 6    |
| Inghilterra | 16.167 | 7    |
| Svizzera    | 15.444 | 8    |
| Belgio      | 14.167 | 9    |
| Irlanda     | 13.889 | 10   |
| Danimarca   | 13.833 | 11   |
| Finlandia   | 12.667 | 12   |
| Italia      | 12.444 | 13   |
| Russia      | 11.000 | 14   |

| Squadra          | Coeff  | Rank |
| ---------------- | ------ | ---- |
| Austria          | 11.000 | 15   |
| Rep. Ceca        | 10.333 | 16   |
| Portogallo       | 10.167 | 17   |
| Polonia          | 8.667  | 18   |
| Irlanda del Nord | 8.000  | 19   |
| Serbia           | 8.167  | 20   |
| Islanda          | 7.833  | 21   |
| Turchia          | 7.167  | 22   |
| Ucraina          | 7.000  | 23   |
| Ungheria         | 6.833  | 24   |
| Slovenia         | 6.667  | 25   |
| Slovacchia       | 6.667  | 26   |

| Squadra              | Coeff | Rank |
| -------------------- | ----- | ---- |
| Romania              | 6.333 | 27   |
| Bielorussia          | 5.667 | 28   |
| Croazia              | 5.333 | 29   |
| Azerbaigian          | 5.000 | 30   |
| Grecia               | 5.000 | 31   |
| Bosnia ed Erzegovina | 4.333 | 32   |
| Israele              | 4.000 | 33   |
| Galles               | 2.667 | 34   |
| Moldavia             | 2.667 | 35   |
| Fær Øer              | 2.333 | 36   |
| Montenegro           | 1.333 | 37   |
| Estonia              | 1.333 | 38   |

| Squadra            | Coeff | Rank |
| ------------------ | ----- | ---- |
| Macedonia del Nord | 1.333 | 39   |
| Bielorussia        | 1.000 | 40   |
| Albania            | 1.000 | 41   |
| Cipro              | 0.667 | 42   |
| Malta              | 0.667 | 43   |
| Georgia            | 0.000 | 44   |
| Lituania           | 0.000 | 45   |
| Kazakistan         | 0.000 | 46   |
| Lettonia           | 0.000 | 47   |
| Armenia            | 0.000 | 48   |
| Liechtenstein      | —     | 49   |
| Kosovo             | —     | 50   |

Note
- Le nazionali in grassetto sono qualificate per la fase finale.

| Andorra     |
| Gibilterra  |
| Lussemburgo |
| San Marino  |

### Gruppi
La prima fase di qualificazione doveva essere svolta entro il 29 ottobre 2017 e in base al calendario FIFA (FIFA International Match Calendar), a meno che tutte e quattro le squadre non avessero accettato di giocare in un'altra data:
- 27 agosto-4 settembre 2018
- 1º-9 ottobre 2018

Gli orari fino al 28 ottobre 2018 sono CEST, in seguito CET.

#### Gruppo 1
| Pos. | Squadra     | Pt | G | V | N | P | GF | GS | DR  |
| ---- | ----------- | -- | - | - | - | - | -- | -- | --- |
| 1.   | Inghilterra | 9  | 3 | 3 | 0 | 0 | 21 | 0  | +21 |
| 2.   | Slovacchia  | 6  | 3 | 2 | 0 | 1 | 12 | 5  | +7  |
| 3.   | Malta       | 1  | 3 | 0 | 1 | 2 | 1  | 15 | -14 |
| 4.   | Croazia     | 1  | 3 | 0 | 1 | 2 | 0  | 14 | -14 |

##### Risultati
| Arbitro: | Galiya Echeva |

|                                                                                   |           |  |
| Palmer 32’, 45’ Morgan 38’ Naz 44’, 74’, 81’ Ravenscroft 62’ Rodgers 85’ Park 88’ | Marcatori |  |

| Arbitro: | Tess Olofsson |

|  |           |                                                                            |
|  | Marcatori | 17’ Bieliková 18’, 54’ Bogorová 65’ Žemberyová 75’ Kaláberová 78’ Niňajová |

| Arbitro: | Tess Olofsson |

|                                                                                                 |           |             |
| Žemberyová 27’ Lemešová 45+1’ (rig.) Kratochvílová 70’ Dianišková 75’ Niňajová 84’ Droppová 89’ | Marcatori | 81’ Barbara |

| Arbitro: | Barbara Poxhofer |

|                                                                          |           |  |
| Palmer 10’, 38’ (rig.) Park 24’, 40’, 47’, 54’ Griffin 35’ Domingo 90+3’ | Marcatori |  |

| Arbitro: | Barbara Poxhofer |

|  |           |                                                          |
|  | Marcatori | 2’ Fitzgerald 57’ (aut.) Lemešová 75’, 90+4’ Ravenscroft |

| 7 ottobre 2018, ore 11:00 | Malta         | 0 – 0 referto | Croazia | Stadion NK Podravina\| Arbitro: \| Galiya Echeva \| |
| Arbitro:                  | Galiya Echeva |               |         |                                                     |

#### Gruppo 2
| Pos. | Squadra     | Pt | G | V | N | P | GF | GS | DR  |
| ---- | ----------- | -- | - | - | - | - | -- | -- | --- |
| 1.   | Svizzera    | 9  | 3 | 3 | 0 | 0 | 17 | 0  | +17 |
| 2.   | Turchia     | 6  | 3 | 2 | 0 | 1 | 5  | 6  | -1  |
| 3.   | Azerbaigian | 3  | 3 | 1 | 0 | 2 | 2  | 6  | -4  |
| 4.   | Cipro       | 0  | 3 | 0 | 0 | 3 | 2  | 14 | -12 |

##### Risultati
| Arbitro: | Valentina Finzi |

|                                                                               |           |  |
| Bischof 5’ Fölmli 6’ Enz 34’ Zaugg 43’ Waeber 51’, 75’, 77’ Messerli 65’, 90’ | Marcatori |  |

| Arbitro: | Frida Nielsen |

|  |           |                 |
|  | Marcatori | 39’, 62’ Öztürk |

| Arbitro: | Lois Otte |

|                             |           |  |
| Waeber 50’, 69’ (rig.), 90’ | Marcatori |  |

| Arbitro: | Frida Nielsen |

|                                  |           |              |
| İncik 32’ Sadıkoğlu 36’ Eren 87’ | Marcatori | 69’ Antoniou |

| Arbitro: | Lois Otte |

|  |           |                                           |
|  | Marcatori | 15’ Buser 17’, 64’, 82’ Fölmli 84’ Piubel |

| Arbitro: | Valentina Finzi |

|              |           |                                 |
| Antoniou 25’ | Marcatori | 34’ Seyfatdinova 35’ Gurgenidze |

#### Gruppo 3
| Pos. | Squadra    | Pt | G | V | N | P | GF | GS | DR  |
| ---- | ---------- | -- | - | - | - | - | -- | -- | --- |
| 1.   | Slovenia   | 9  | 3 | 3 | 0 | 0 | 16 | 0  | +16 |
| 2.   | Svezia     | 6  | 3 | 2 | 0 | 1 | 8  | 2  | +6  |
| 3.   | Israele    | 3  | 3 | 1 | 0 | 2 | 5  | 4  | +1  |
| 4.   | Kazakistan | 0  | 3 | 0 | 0 | 3 | 1  | 24 | -23 |

##### Risultati
| Arbitro: | Justina Lavrenovaitė |

|  |           |                    |
|  | Marcatori | 33’ (rig.) Korošec |

| Arbitro: | Lizzy van der Helm |

|                                                                                 |           |  |
| Kapocs 28’, 54’ Orynbassarova 57’ (o.g.) Olsson 70’ Jontoft 87’ Klingwall 90+3’ | Marcatori |  |

| Arbitro: | Eleni Antoniou |

|                   |           |              |
| Engström 21’, 72’ | Marcatori | 53’ Michaeli |

| Arbitro: | Justina Lavrenovaitė |

| |           |  |
| Makovec 7’, 16’ Pintarič 24’, 40’, 49’, 76’, 80’ Mori 45+1’, 47’ Milovič 51’ Vindišar 81’, 90+1’ Potočnik 90’ Korošec 90+2’ | Marcatori |  |

| Arbitro: | Eleni Antoniou |

|             |           |  |
| Makovec 77’ | Marcatori |  |

| Arbitro: | Lizzy van der Helm |

|                   |           |                                       |
| Orynbassarova 88’ | Marcatori | 5’, 36’ Revaha 23’ (rig.), 49’ Elinav |

#### Gruppo 4
| Pos. | Squadra              | Pt | G | V | N | P | GF | GS | DR  |
| ---- | -------------------- | -- | - | - | - | - | -- | -- | --- |
| 1.   | Norvegia             | 9  | 3 | 3 | 0 | 0 | 22 | 0  | +22 |
| 2.   | Rep. Ceca            | 6  | 3 | 2 | 0 | 1 | 9  | 5  | +4  |
| 3.   | Bosnia ed Erzegovina | 3  | 3 | 1 | 0 | 2 | 1  | 12 | -11 |
| 4.   | Georgia              | 0  | 3 | 0 | 0 | 3 | 0  | 15 | -15 |

##### Risultati
| Arbitro: | Rasa Imanalijeva |

|                                                                          |           |  |
| Ildhusøy 3’ Sunde 14’ Jøsendal 25’ Rogde 49’, 52’ Hørte 59’ Blakstad 87’ | Marcatori |  |

| Arbitro: | Reelika Turi |

|  |           |                          |
|  | Marcatori | 66’ Cvrčková 79’ Novotná |

| Arbitro: | Ewa Augustyn |

|                                                                                 |           |  |
| Sunde 10’, 77’, 85’ Nygård 24’, 35’ Blakstad 45’ Rogde 72’, 76’, 82’ Fornes 89’ | Marcatori |  |

| Arbitro: | Reelika Turi |

|                                                                                                   |           |  |
| Krejčířová 9’ Pochmanová 10’ Cvrčková 14’ Dvořáková 36’ Illešová 39’ Komárková 49’ Sonntágová 58’ | Marcatori |  |

| Arbitro: | Ewa Augustyn |

|  |           |                                                                 |
|  | Marcatori | 14’ (rig.) Sunde 20’ Bjelde 23’ Blakstad 33’ Ildhusøy 82’ Olsen |

| Arbitro: | Rasa Imanalijeva |

|  |           |                |
|  | Marcatori | 42’ Damjanović |

#### Gruppo 5
| Pos. | Squadra   | Pt | G | V | N | P | GF | GS | DR  |
| ---- | --------- | -- | - | - | - | - | -- | -- | --- |
| 1.   | Finlandia | 9  | 3 | 3 | 0 | 0 | 19 | 0  | +19 |
| 2.   | Ungheria  | 6  | 3 | 2 | 0 | 1 | 15 | 7  | +8  |
| 3.   | Macedonia | 3  | 3 | 1 | 0 | 2 | 4  | 15 | -11 |
| 4.   | Moldavia  | 0  | 3 | 0 | 0 | 3 | 1  | 17 | -16 |

##### Risultati
| Arbitro: | Triinu Laos |

|                                                                  |           |  |
| Polozhani 2’ (aut.) Tuominen 21’, 42’ Siren 48’ Portaankorva 70’ | Marcatori |  |

| Arbitro: | Shona Shukrula |

|  |           |                                                                      |
|  | Marcatori | 17’ Pusztai 20’, 45’ Farkas 24’ (rig.) Kovács 45+2’ Pintye 50’ Bódai |

| Arbitro: | Hristiana Guteva |

|                                                                                  |           |  |
| Portaankorva 18’ Kilponen 41’ Tuominen 52’, 60’ Siren 64’ (rig.), 74’ Mankki 86’ | Marcatori |  |

| Arbitro: | Shona Shukrula |

|                                                                               |           |  |
| Bódai 45’, 68’, 79’, 86’, 90+1’ Farkas 52’ Kovács 57’ Vachter 64’ Pusztai 71’ | Marcatori |  |

| Arbitro: | Hristiana Guteva |

|  |           |                                                                                     |
|  | Marcatori | 1’ Siponen 48’ Vuorinen 69’, 72’ Tuominen 79’ Siren 80’ Portaankorva 90+1’ Leppioja |

| Arbitro: | Triinu Laos |

|                                         |           |               |
| Dimoska 6’, 23’, 71’ Belistojanoska 70’ | Marcatori | 13’ Terentiev |

#### Gruppo 6
| Pos. | Squadra       | Pt | G | V | N | P | GF | GS | DR  |
| ---- | ------------- | -- | - | - | - | - | -- | -- | --- |
| 1.   | Danimarca     | 9  | 3 | 3 | 0 | 0 | 19 | 0  | +19 |
| 2.   | Serbia        | 4  | 3 | 1 | 1 | 1 | 15 | 5  | +10 |
| 3.   | Grecia        | 4  | 3 | 1 | 1 | 1 | 3  | 3  | 0   |
| 4.   | Liechtenstein | 0  | 3 | 0 | 0 | 3 | 0  | 29 | -29 |

##### Risultati
| Ruggell 28 agosto 2018, ore 12:00 | Grecia            | 0 – 0 referto | Serbia | Freizeitpark Widau\| Arbitro: \| Bríet Bragadóttir \| |
| Arbitro:                          | Bríet Bragadóttir |               |        |                                                       |

| Arbitro: | Veronika Kovarova |

| |           |  |
| Hasbo 9’, 27’, 45+1’ Holdt 22’ Thomsen 34’ Svava 39’ Pedersen 47’, 54’, 63’ Johansen 57’ Hasemi 68’ | Marcatori |  |

| Arbitro: | Laura Rapp |

|                              |           |  |
| Pedersen 47’, 67’ Snerle 85’ | Marcatori |  |

| Arbitro: | Bríet Bragadóttir |

| |           |  |
| Krstić 8’ Trbojević 31’, 47’, 48’, 71’ Barjaktarović 39’, 45+1’ Frajtović 41’, 54’ Mostarac 58’ Plavšić 62’ Maksimović 66’, 90+3’ Savanović 69’ Lohner 73’ (o.g.) | Marcatori |  |

| Arbitro: | Laura Rapp |

|  |           |                                               |
|  | Marcatori | 15’ Hasemi 70’ Holdt 76’, 84’, 90+2’ Pedersen |

| Arbitro: | Veronika Kovarova |

|  |           |                                      |
|  | Marcatori | 66’ Pouliou 68’ Gatoudi 78’ Proxenou |

#### Gruppo 7
| Pos. | Squadra    | Pt | G | V | N | P | GF | GS | DR  |
| ---- | ---------- | -- | - | - | - | - | -- | -- | --- |
| 1.   | Austria    | 9  | 3 | 3 | 0 | 0 | 14 | 1  | +13 |
| 2.   | Russia     | 6  | 3 | 2 | 0 | 1 | 7  | 3  | +4  |
| 3.   | Lettonia   | 1  | 3 | 0 | 1 | 2 | 2  | 8  | -6  |
| 4.   | Montenegro | 1  | 3 | 0 | 1 | 2 | 1  | 12 | -11 |

##### Risultati
| Arbitro: | Catarina Campos |

|  |           |                                                                                           |
|  | Marcatori | 3’, 5’ Brunnthaler 9’ Großgasteiger 22’, 55’ Kolb 28’ (rig.), 90+4’ Höbinger 59’ Bereuter |

| Arbitro: | Rachel Cohen |

|                                                           |           |  |
| Dergousova 10’ Brigmane 15’ (aut.) Organova 20’ (ri), 29’ | Marcatori |  |

| Arbitro: | Ivana Projkovska |

|                                  |           |  |
| Dergousova 23’, 81’ Organova 58’ | Marcatori |  |

| Arbitro: | Catarina Campos |

|                                             |           |              |
| Höbinger 8’ (rig.), 90+7’ Großgasteiger 23’ | Marcatori | 30’ Krasnova |

| Arbitro: | Ivana Projkovska |

|                                   |           |  |
| Degen 44’ Dordic 60’ Plattner 66’ | Marcatori |  |

| Arbitro: | Rachel Cohen |

|             |           |                          |
| Miksone 59’ | Marcatori | 90+2’ (rig.) Vujadinovic |

#### Gruppo 8
| Pos. | Squadra  | Pt | G | V | N | P | GF | GS | DR  |
| ---- | -------- | -- | - | - | - | - | -- | -- | --- |
| 1.   | Irlanda  | 9  | 3 | 3 | 0 | 0 | 13 | 0  | +13 |
| 2.   | Ucraina  | 6  | 3 | 2 | 0 | 1 | 6  | 3  | +3  |
| 3.   | Lituania | 3  | 3 | 1 | 0 | 2 | 1  | 9  | -8  |
| 4.   | Fær Øer  | 0  | 3 | 0 | 0 | 3 | 0  | 8  | -8  |

#### Gruppo 9
| Pos. | Squadra          | Pt | G | V | N | P | GF | GS | DR  |
| ---- | ---------------- | -- | - | - | - | - | -- | -- | --- |
| 1.   | Germania         | 9  | 3 | 3 | 0 | 0 | 34 | 0  | +34 |
| 2.   | Irlanda del Nord | 4  | 3 | 1 | 1 | 1 | 7  | 8  | -1  |
| 3.   | Kosovo           | 4  | 3 | 1 | 1 | 1 | 5  | 7  | -2  |
| 4.   | Estonia          | 0  | 3 | 0 | 0 | 3 | 2  | 33 | -31 |

##### Risultati
| Arbitro: | Andromachi Tsiofliki |

|                                                               |           |  |
| Krumbiegel 34’ Kössler 47’, 61’ Nüsken 48’ Wieder 55’ Cal 71’ | Marcatori |  |

| Arbitro: | Zuzana Valentová |

|            |           |                                                                              |
| Šilina 22’ | Marcatori | 16’ Deane 38’, 87’ Collighan 56’ Bell 68’ Burrows 70’ McDaniel 90+3’ Canavan |

| Arbitro: | Maria Marotta |

| |           |  |
| Chmielinski 8’, 22’, 55’ Schmidt 10’ Nüsken 13’, 20’, 24’, 39’, 59’, 64’ Anyomi 15’ Krumbiegel 35’, 44’ Müller 60’ Kössler 62’ Meyer 75’ Ebert 78’, 80’, 84’, 90+1’ Uebach 83’ | Marcatori |  |

| Portadown 5 ottobre 2018, ore 20:00 | Irlanda del Nord | 0 – 0 referto | Kosovo | Shamrock Park\| Arbitro: \| Zuzana Valentová \| |
| Arbitro:                            | Zuzana Valentová |               |        |                                                 |

| Arbitro: | Maria Marotta |

|  |           |                                                           |
|  | Marcatori | 9’, 50’ Krumbiegel 15’, 31’, 90+3’ Nüsken 18’, 90’ Müller |

| Arbitro: | Andromachi Tsiofliki |

|                                                        |           |           |
| Aslanaj 12’, 66’ Talts 24’ (o.g.) Musaj 42’ Biqkaj 76’ | Marcatori | 18’ Satsi |

#### Gruppo 10
| Pos. | Squadra     | Pt | G | V | N | P | GF | GS | DR  |
| ---- | ----------- | -- | - | - | - | - | -- | -- | --- |
| 1.   | Paesi Bassi | 9  | 3 | 3 | 0 | 0 | 19 | 0  | +19 |
| 2.   | Polonia     | 6  | 3 | 2 | 0 | 1 | 3  | 3  | 0   |
| 3.   | Albania     | 3  | 3 | 1 | 0 | 2 | 3  | 14 | -11 |
| 4.   | Bielorussia | 0  | 3 | 0 | 0 | 3 | 1  | 9  | -8  |

##### Risultati
| Arbitro: | Irena Velevačkoska |

|  |           |                      |
|  | Marcatori | 69’ Sirant 78’ Tylak |

| Arbitro: | Emilie Dokset |

| |           |  |
| Casparij 43’, 52’, 55’ Leuchter 45+1’, 49’, 51’, 84’ Hilhorst 54’ Carleer 61’ Grant 63’ Van de Westeringh 81’ Agalliu 90+3’ (aut.) | Marcatori |  |

| Arbitro: | Irena Velevačkoska |

|             |           |  |
| Tylak 90+3’ | Marcatori |  |

| Arbitro: | Marta Huerta De Aza |

|                                                                  |           |  |
| Doorn 21’ Van de Westeringh 31’ Geraedts 72’ Leuchter 83’ (rig.) | Marcatori |  |

| Arbitro: | Marta Huerta De Aza |

|  |           |                                |
|  | Marcatori | 7’ Wilms 9’ Smits 88’ Casparij |

| Arbitro: | Emilie Dokset |

|                                        |           |              |
| Lufo 5’ Begallo 42’ (rig.) Halilaj 55’ | Marcatori | 8’ Ol'chovik |

#### Gruppo 11
| Pos. | Squadra    | Pt | G | V | N | P | GF | GS | DR |
| ---- | ---------- | -- | - | - | - | - | -- | -- | -- |
| 1.   | Italia     | 9  | 3 | 3 | 0 | 0 | 9  | 0  | +9 |
| 2.   | Portogallo | 4  | 3 | 1 | 1 | 1 | 4  | 3  | +1 |
| 3.   | Bulgaria   | 4  | 3 | 1 | 1 | 1 | 3  | 6  | -3 |
| 4.   | Romania    | 0  | 3 | 0 | 0 | 3 | 7  | 7  | 0  |

##### Risultati
| Arbitro: | Viola Raudziņa |

|  |           |                          |
|  | Marcatori | 53’ Encarnação 68’ Teles |

| Arbitro: | Nelli Stepanyan |

|                                                   |           |  |
| Polli 34’ Bellucci 45+4’ (rig.), 55’ Devoto 90+2’ | Marcatori |  |

| Arbitro: | Rebecca Welch |

|                                            |           |  |
| Bellucci 60’, 85’ Greggi 71’ Ripamonti 80’ | Marcatori |  |

| Arbitro: | Viola Raudziņa |

|                          |           |                     |
| Duarte 9’ Encarnação 41’ | Marcatori | 16’, 75’ Dormushali |

| Arbitro: | Rebecca Welch |

|  |           |             |
|  | Marcatori | 58’ Puglisi |

| Arbitro: | Nelli Stepanyan |

|                 |           |  |
| Naydenova 45+1’ | Marcatori |  |

#### Gruppo 12
| Pos. | Squadra | Pt | G | V | N | P | GF | GS | DR  |
| ---- | ------- | -- | - | - | - | - | -- | -- | --- |
| 1.   | Islanda | 9  | 3 | 3 | 0 | 0 | 11 | 2  | +9  |
| 2.   | Belgio  | 6  | 3 | 2 | 0 | 1 | 9  | 6  | +3  |
| 3.   | Galles  | 3  | 3 | 1 | 0 | 2 | 8  | 5  | +3  |
| 4.   | Armenia | 0  | 3 | 0 | 0 | 3 | 0  | 15 | -15 |

##### Risultati
| Arbitro: | Victoria Beyer |

|                                              |           |  |
| Buabadi 33’, 50’ Dhondt 45+2’, 81’ Geers 79’ | Marcatori |  |

| Arbitro: | Lucie Šulcová |

|             |           |                                    |
| Sibanda 59’ | Marcatori | 54’ Eiríksdóttir 58’ Jóhannsdóttir |

| Arbitro: | Lucie Šulcová |

|                                                            |           |  |
| Ásþórsdóttir 39’, 79’ Vilhjálmsdóttir 48’ Einarsdóttir 70’ | Marcatori |  |

| Arbitro: | Graziella Pirriatore |

|                                   |           |                       |
| Dhondt 2’ Petry 18’ De Groote 43’ | Marcatori | 25’ (aut.) Vanaenrode |

| Arbitro: | Graziella Pirriatore |

|                                                                                     |           |              |
| Eiríksdóttir 19’, 55’ Brackman 47’ (aut.) Jóhannsdóttir 70’ (rig.) Jónsdóttir 90+1’ | Marcatori | 90+4’ Dhondt |

| Arbitro: | Victoria Beyer |

|  |           |                                                                                |
|  | Marcatori | 29’ Horrell 45’ (rig.) E. Hughes 50’ Jones 53’ Powell 67’ Pike 90+5’ J. Hughes |

### Raffronto tra le terze classificate
| Pos | Gr | Squadra              | Pt | G | V | N | P | GF | GS | DR  |
| --- | -- | -------------------- | -- | - | - | - | - | -- | -- | --- |
| 1.  | 6  | Grecia               | 1  | 2 | 0 | 1 | 1 | 0  | 3  | -3  |
| 2.  | 11 | Bulgaria             | 1  | 2 | 0 | 1 | 1 | 2  | 6  | -4  |
| 3.  | 9  | Kosovo               | 1  | 2 | 0 | 1 | 1 | 0  | 6  | -6  |
| 4.  | 3  | Israele              | 0  | 2 | 0 | 0 | 2 | 1  | 3  | -2  |
| 5.  | 12 | Galles               | 0  | 2 | 0 | 0 | 2 | 2  | 5  | -3  |
| 6.  | 2  | Azerbaigian          | 0  | 2 | 0 | 0 | 2 | 0  | 5  | -5  |
| 7.  | 7  | Lettonia             | 0  | 2 | 0 | 0 | 2 | 1  | 7  | -6  |
| 8.  | 8  | Lituania             | 0  | 2 | 0 | 0 | 2 | 0  | 9  | -9  |
| 9.  | 4  | Bosnia ed Erzegovina | 0  | 2 | 0 | 0 | 2 | 0  | 12 | -12 |
| 10. | 10 | Albania              | 0  | 2 | 0 | 0 | 2 | 0  | 13 | -13 |
| 11. | 1  | Malta                | 0  | 2 | 0 | 0 | 2 | 1  | 15 | -14 |
| 12. | 5  | Macedonia del Nord   | 0  | 2 | 0 | 0 | 2 | 0  | 14 | -14 |

## Fase élite

### Sorteggio
Il sorteggio per il turno élite di qualificazione si è tenuto a Nyon, Svizzera, alle ore 11:00 CET del 23 novembre 2018. Per il sorteggio le squadre sono state divise in quattro urne in base ai risultati ottenuti al termine della prima fase delle qualificazioni. Francia e Spagna, che hanno avuto accesso direttamente a questa fase, sono state inserite nel Pot A. Ogni gruppo conteneva una squadra dal Pot A, una squadra dal Pot B, una squadra dal Pot C, e una squadra dal Pot D. Le nazionali vincitrici e le seconde classificate dello stesso girone di qualificazione non potevano essere estratte nello stesso gruppo, bensì le migliori terze potevano essere estratte nello stesso gruppo dei vincitori o seconde dello stesso turno di qualificazione.

### Gruppi
La fase élite doveva essere svolta in base al calendario FIFA (FIFA International Match Calendar), a meno che tutte e quattro le squadre non avessero accettato di giocare in un'altra data:
- 1º-9 aprile 2019
- 10-18 giugno 2019

Gli orari fino al 30 marzo 2019 sono CET, in seguito CEST.

#### Gruppo 1
| Pos. | Squadra   | Pt | G | V | N | P | GF | GS | DR |
| ---- | --------- | -- | - | - | - | - | -- | -- | -- |
| 1.   | Germania  | 7  | 3 | 2 | 1 | 0 | 11 | 2  | +9 |
| 2.   | Rep. Ceca | 6  | 3 | 2 | 0 | 1 | 4  | 5  | -1 |
| 3.   | Austria   | 4  | 3 | 1 | 1 | 1 | 4  | 4  | 0  |
| 4.   | ' Grecia  | 0  | 3 | 0 | 0 | 3 | 0  | 8  | -8 |

##### Risultati
| Arbitro: | Shona Shukrula |

|                                                    |           |  |
| Nüsken 32’ Krumbiegel 43’ Fuso 65’ Chmielinski 75’ | Marcatori |  |

| Arbitro: | Marta Huerta De Aza |

|                             |           |  |
| Stašková 68’ Pochmanová 88’ | Marcatori |  |

| Arbitro: | Volha Tsiareshka |

|                                                                     |           |  |
| Nüsken 8’ Martinez 49’, 86’ Krumbiegel 77’ (rig.) Müller 80’ (rig.) | Marcatori |  |

| Arbitro: | Marta Huerta De Aza |

|                           |           |  |
| Großgasteiger 44’ Mak 77’ | Marcatori |  |

| Arbitro: | Volha Tsiareshka |

|                              |           |                                |
| Brunnthaler 28’ Plattner 61’ | Marcatori | 13’ Krumbiegel 65’ Chmielinski |

| Arbitro: | Shona Shukrula |

|  |           |                         |
|  | Marcatori | 36’ Pěčková 76’ Novotná |

#### Gruppo 2
| Pos. | Squadra   | Pt | G | V | N | P | GF | GS | DR |
| ---- | --------- | -- | - | - | - | - | -- | -- | -- |
| 1.   | Belgio    | 5  | 3 | 1 | 2 | 0 | 5  | 3  | +2 |
| 2.   | Finlandia | 5  | 3 | 1 | 2 | 0 | 4  | 3  | +1 |
| 3.   | Svizzera  | 4  | 3 | 1 | 1 | 1 | 4  | 5  | -1 |
| 4.   | ' Polonia | 1  | 3 | 0 | 1 | 2 | 3  | 5  | -2 |

##### Risultati
| Arbitro: | Elvira Nurmustafina |

|                        |           |  |
| Janssens 26’ Petry 65’ | Marcatori |  |

| Arbitro: | Lizzy Van Der Helm |

|              |           |  |
| Leskinen 79’ | Marcatori |  |

| Arbitro: | Angelika Soeder |

|              |           |             |
| Tuominen 67’ | Marcatori | 90+1’ Petry |

| Arbitro: | Elvira Nurmustafina |

|                   |           |           |
| Zaugg 45’ Gut 50’ | Marcatori | 36’ Tylak |

| Arbitro: | Angelika Soeder |

|                                |           |                      |
| Ojanen 11’ (aut.) Fölmli 90+2’ | Marcatori | 14’ Siren 89’ Tulkki |

| Arbitro: | Lizzy Van Der Helm |

|                         |           |                         |
| Wójcik 7’ Jedlińska 65’ | Marcatori | 12’ Petry 90+1’ Buabadi |

#### Gruppo 3
| Pos. | Squadra     | Pt | G | V | N | P | GF | GS | DR  |
| ---- | ----------- | -- | - | - | - | - | -- | -- | --- |
| 1.   | Paesi Bassi | 9  | 3 | 3 | 0 | 0 | 9  | 1  | +8  |
| 2.   | Islanda     | 4  | 3 | 1 | 1 | 1 | 9  | 4  | +5  |
| 3.   | Russia      | 4  | 3 | 1 | 1 | 1 | 3  | 3  | 0   |
| 4.   | ' Bulgaria  | 0  | 3 | 0 | 0 | 3 | 0  | 13 | -13 |

##### Risultati
| Arbitro: | Ewa Augustyn |

|                     |           |                                     |
| Dergousova 14’, 62’ | Marcatori | 40’ Thórdardóttir 67’ Ragnarsdóttir |

| Arbitro: | Henrikke Nervik |

|                                                                                     |           |  |
| Casparij 10’ Leuchter 11’, 17’ Van de Westeringh 28’ Smits 34’ Iliycheva 37’ (aut.) | Marcatori |  |

| Arbitro: | Ewa Augustyn |

|                                                                                                   |           |  |
| Eiríksdóttir 32’, 71’ Jóhannsdóttir 36’ Vilhjálmsdóttir 54’ Hálfdánardóttir 85’ Baldursdóttir 88’ | Marcatori |  |

| Arbitro: | Maria Marotta |

|                      |           |  |
| Van de Westeringh 3’ | Marcatori |  |

| Arbitro: | Maria Marotta |

|                          |           |                                    |
| Jóhannsdóttir 48’ (rig.) | Marcatori | 20’ Van de Westeringh 87’ Baijings |

| Arbitro: | Henrikke Nervik |

|  |           |              |
|  | Marcatori | 30’ Organova |

#### Gruppo 4
| Pos. | Squadra    | Pt | G | V | N | P | GF | GS | DR  |
| ---- | ---------- | -- | - | - | - | - | -- | -- | --- |
| 1.   | Spagna     | 9  | 3 | 3 | 0 | 0 | 12 | 0  | +12 |
| 2.   | Irlanda    | 6  | 3 | 2 | 0 | 1 | 8  | 3  | +5  |
| 3.   | Serbia     | 1  | 3 | 0 | 1 | 2 | 1  | 7  | -6  |
| 4.   | ' Ungheria | 1  | 3 | 0 | 1 | 2 | 1  | 12 | -11 |

##### Risultati
| Arbitro: | Graziella Pirriatore |

|  |           |                                                     |
|  | Marcatori | 31’ (rig.), 68’ Payne 37’ (aut.) Farkas 90’ McManus |

| Arbitro: | Anastasia Romanyuk |

|                  |           |  |
| Navarro 35’, 41’ | Marcatori |  |

| Arbitro: | Graziella Pirriatore |

|                                       |           |  |
| Ruddy 21’ Brady 58’, 90+2’ Mackey 83’ | Marcatori |  |

| Arbitro: | Tess Olofsson |

|                                                         |           |  |
| Rubio 6’, 9’ Pina 13’ (rig.), 16’, 64’, 68’ Carmona 88’ | Marcatori |  |

| Arbitro: | Tess Olofsson |

|  |           |                                   |
|  | Marcatori | 27’, 30’ Pina 48’ (aut.) Slattery |

| Arbitro: | Anastasia Romanyuk |

|               |           |             |
| Bulatović 30’ | Marcatori | 83’ Pusztai |

#### Gruppo 5
| Pos. | Squadra          | Pt | G | V | N | P | GF | GS | DR  |
| ---- | ---------------- | -- | - | - | - | - | -- | -- | --- |
| 1.   | Norvegia         | 9  | 3 | 3 | 0 | 0 | 12 | 2  | +10 |
| 2.   | Danimarca        | 6  | 3 | 2 | 0 | 1 | 9  | 4  | +5  |
| 3.   | Irlanda del Nord | 3  | 3 | 1 | 0 | 2 | 5  | 15 | -10 |
| 4.   | Ucraina          | 0  | 3 | 0 | 0 | 3 | 4  | 9  | -5  |

##### Risultati
| Arbitro: | Hristiana Guteva |

|  |           |                                                                       |
|  | Marcatori | 9’ Hashemi 17’ Snerle 19’ (aut.) Bilokur 35’, 48’ Thomsen 88’ Dissing |

| Arbitro: | Araksya Saribekyan |

|                        |           |               |
| Haugland 37’ Olsen 49’ | Marcatori | 78’ Collighan |

| Arbitro: | Hristiana Guteva |

|                                   |           |              |
| Hashemi 9’ Hasbo 66’ Pedersen 82’ | Marcatori | 73’ McDaniel |

| Arbitro: | Ivana Projkovska |

|                                                                        |           |             |
| Olsen 8’, 21’, 42’, 80’ Koleshchuk 44’ (o.g.) Ildhusøy 61’ Sørum 90+2’ | Marcatori | 76’ Kozlova |

| Arbitro: | Ivana Projkovska |

|  |           |                                        |
|  | Marcatori | 18’ Olsen 52’ Tvedten 61’ (rig.) Sunde |

| Arbitro: | Araksya Saribekyan |

|                            |           |                                    |
| McDaniel 10’ Collighan 54’ | Marcatori | 47’, 90+3’ Kunina 58’, 88’ Kozlova |

#### Gruppo 6
| Pos. | Squadra     | Pt | G | V | N | P | GF | GS | DR  |
| ---- | ----------- | -- | - | - | - | - | -- | -- | --- |
| 1.   | Inghilterra | 9  | 3 | 3 | 0 | 0 | 13 | 0  | +13 |
| 2.   | Italia      | 6  | 3 | 2 | 0 | 1 | 2  | 2  | 0   |
| 3.   | Svezia      | 3  | 3 | 1 | 0 | 2 | 3  | 5  | -2  |
| 4.   | ' Turchia   | 0  | 3 | 0 | 0 | 3 | 0  | 11 | -11 |

##### Risultati
| Arbitro: | Karoline Wacker |

|                                                            |           |  |
| Salmon 25’, 39’ Fitzgerald 33’, 36’ Syme 41’, 70’ Hemp 81’ | Marcatori |  |

| Arbitro: | Zuzana Valentová |

|  |           |           |
|  | Marcatori | 74’ Baldi |

| Arbitro: | Silvia Domingos |

|                                       |           |  |
| Naz 3’, 33’ Rutherford 23’ Palmer 36’ | Marcatori |  |

| Arbitro: | Zuzana Valentová |

|              |           |  |
| Bragonzi 22’ | Marcatori |  |

| Arbitro: | Silvia Domingos |

|  |           |                |
|  | Marcatori | 3’ Naz 9’ Hemp |

| Arbitro: | Karoline Wacker |

|  |           |                            |
|  | Marcatori | 2’, 10’ Kapocs 86’ Nyström |

#### Gruppo 7
| Pos. | Squadra      | Pt | G | V | N | P | GF | GS | DR  |
| ---- | ------------ | -- | - | - | - | - | -- | -- | --- |
| 1.   | Francia      | 7  | 3 | 2 | 1 | 0 | 12 | 0  | +12 |
| 2.   | Slovenia     | 7  | 3 | 2 | 1 | 0 | 6  | 1  | +5  |
| 3.   | Slovacchia   | 3  | 3 | 1 | 0 | 2 | 4  | 9  | -5  |
| 4.   | ' Portogallo | 0  | 3 | 0 | 0 | 3 | 0  | 12 | -12 |

##### Risultati
| Arbitro: | Frida Nielsen |

|  |           |                                             |
|  | Marcatori | 81’ (rig.) Korošec 85’ Milovič 90’ Vindišar |

| Arbitro: | Vera Opeykina |

|                                                                 |           |  |
| Malard 26’, 35’ Bussy 45+2’ Lakrar 52’ Roux 84’ Baltimore 90+3’ | Marcatori |  |

| Arbitro: | Frida Nielsen |

|                                   |           |                       |
| Pintarič 23’ Mori 37’ Korošec 62’ | Marcatori | 44’ (rig.) Encarnação |

| Arbitro: | Rebecca Welch |

|                                                                              |           |  |
| Saint Georges 16’ (rig.) Martinez 23’ Delabre 26’ Cardia 32’, 37’ Malard 73’ | Marcatori |  |

| Saint-Jean-de-Luz 9 aprile 2019, ore 18:45 CEST | Slovenia      | 0 – 0 referto | Francia | Stade Kechiloa\| Arbitro: \| Rebecca Welch \| |
| Arbitro:                                        | Rebecca Welch |               |         |                                               |

| Arbitro: | Vera Opeykina |

|                                             |           |  |
| Martins 10’ (rig.) Encarnação 45’ Faria 77’ | Marcatori |  |